# Vlag van Schelle
De vlag van Schelle is de vlag die dienstdoet als gemeentelijke vlag voor de Antwerpse gemeente Schelle. Op 13 december 1988 werd de vlag per ministerieel besluit aan de gemeente toegekend.
De vlag is een weergave van het hartschild van het gemeentewapen. Op dit hartschild staan drie gouden heiblokken op een blauw schild, gelijk aan het wapen van de familie Suys.

## Beschrijving
Officieel wordt de vlag beschreven als:
Blauw met drie gele heiblokken.
De vlag is blauw van kleur met daarop drie gele heiblokken. Twee van de blokken staan bovenaan en lager, maar nog tussen de twee buitenste, het derde blok.

## Geschiedenis
De vlag is gelijkend aan het hartschild in het wapen van de gemeente. Dit hartschild is een weergave van het wapen van de familie Suys. Het dundoek werd op 18 april 1988 door de gemeenteraad aangenomen, op 13 december 1988 per ministerieel besluit aan de gemeente toegekend en deze toekenning werd op 8 november 1989 in het Belgisch Staatsblad bekendgemaakt.

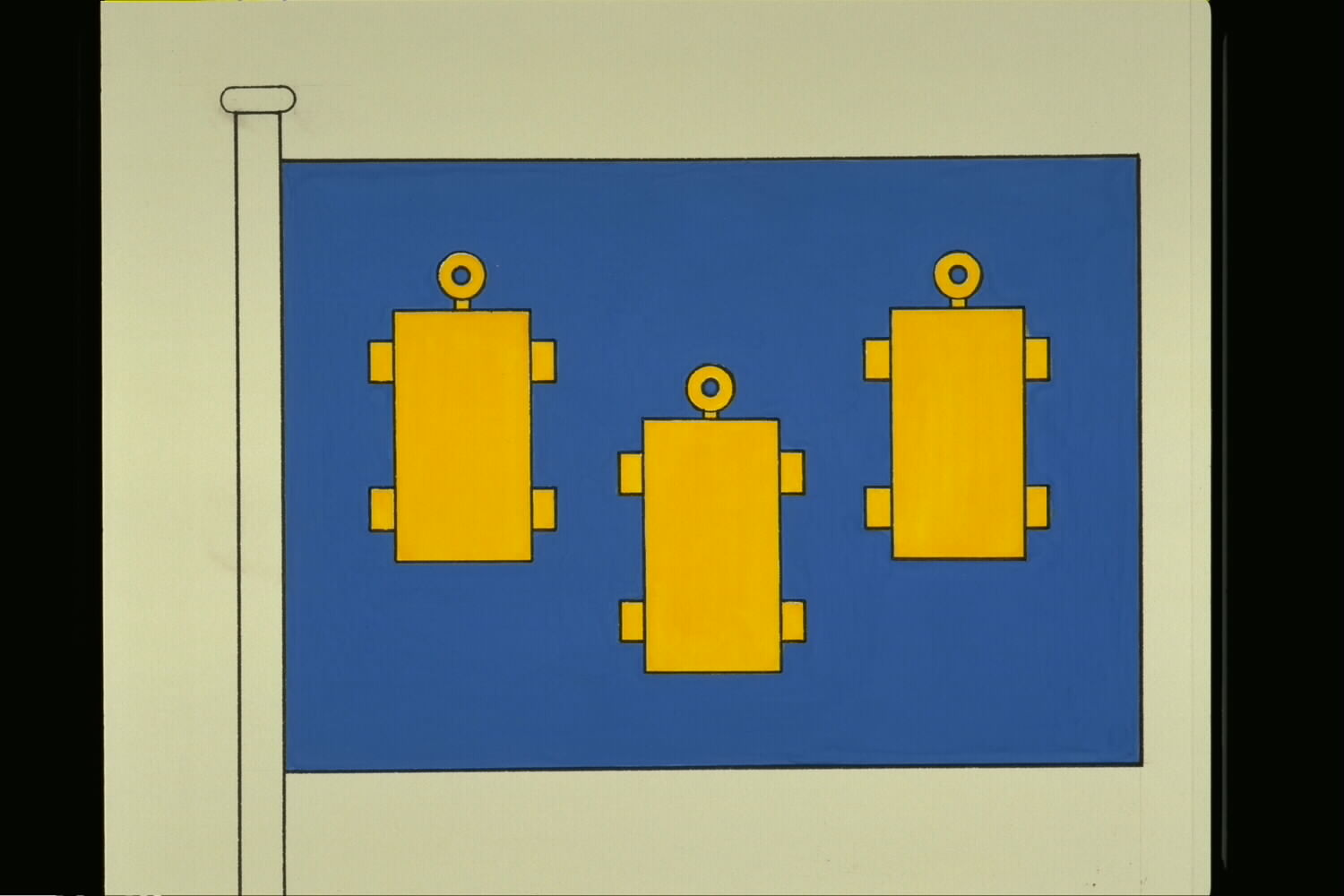
Officiële tekening van de vlag